# 平和用水
平和用水（へいわようすい）は、かつて愛知県碧南市にあった農業用水。
油ヶ淵から取水され、現在の碧南市の新川以南の地域を灌漑していた。1908年（明治41年）に完成し、1975年（昭和50年）に役目を終えた。

## 歴史

### 用水の開削
現在の碧南市南部は碧海台地南端部の碧南台地にあり、衣浦湾に近いにもかかわらず夏季には水不足に悩まされていた。
1904年（明治37年）3月には碧海郡大浜町の西方寺で各町村の代表者によって話し合いが行われ、日露戦争記念事業として耕地整理と農業用水の建設が計画された。碧海郡大浜町・新川町・棚尾村・鷲塚村によって新川町外三ケ町村連合耕地整理組合が設立され、委員長に新川町長の岩田以手紙、工事係長に藤浦善八郎、会計係長に角谷安兵衛が選出された。
1905年（明治38年）に事業が認可されると、1906年（明治39年）3月に着工し、同年7月14日に用水の通水式を行った。1908年（明治41年）8月1日には中山神明社で耕地整理事業の竣工式が行われ、日露戦争後に平和を願う気持ちから平和用水と命名された。

### 開削後

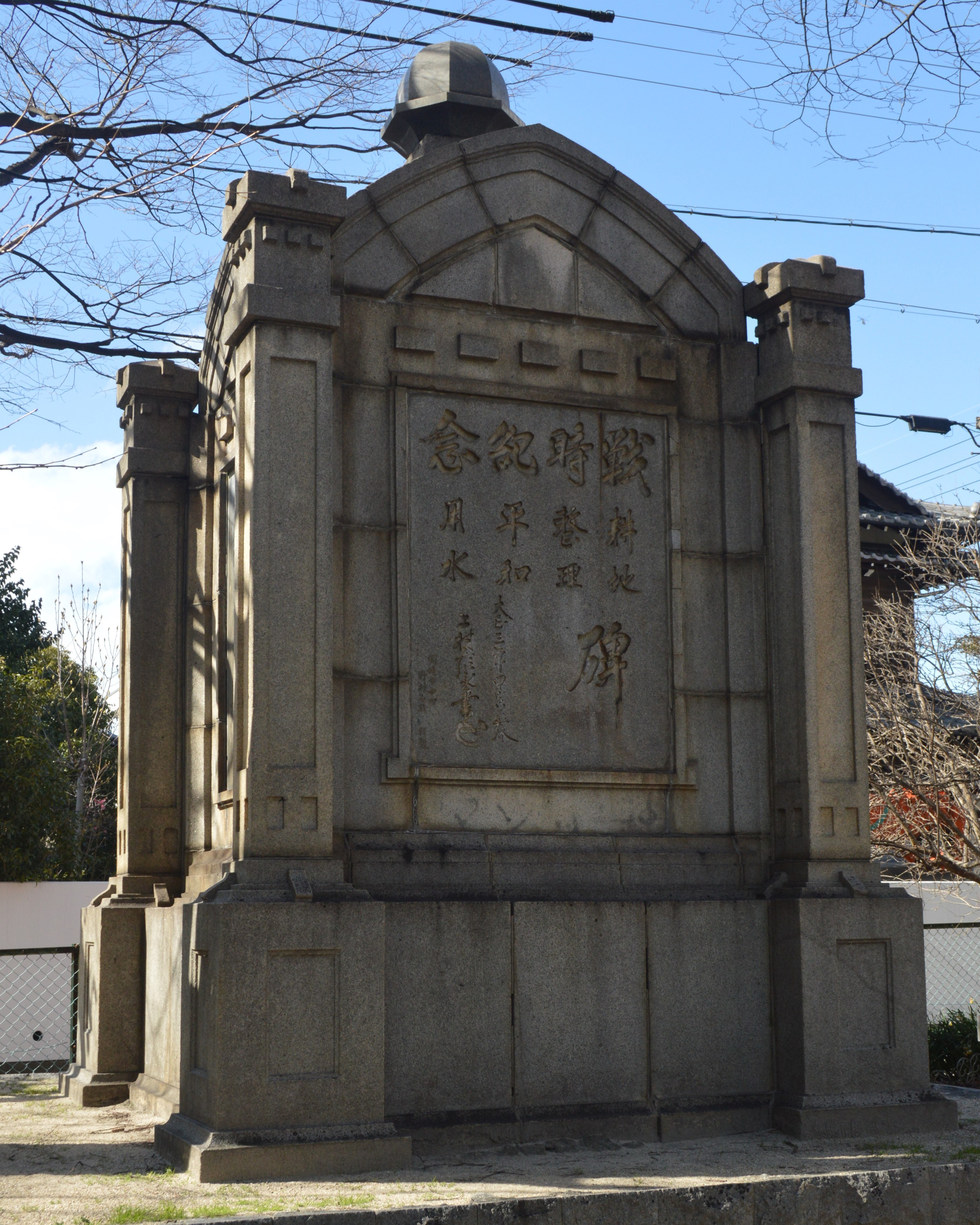
1917年に建立された平和用水記念碑

平和用水の開削によって棚尾村の製塩業に影響が出たことから、1907年（明治40年）には棚尾事件（塩業者大挙押寄事件）と呼ばれる騒動も起こっている。1914年（大正3年）には平和用水普通水利組合が設置され、1917年（大正6年）11月には平和用水記念碑（戦時紀念耕地整理平和用水碑）が建立された。撰文は松井茂愛知県知事、謹書は新川尋常高等小学校長の板倉松太郎である。
太平洋戦争中には平和用水の揚水機関場が機銃掃射を受けたと伝わる。1952年（昭和27年）には平和用水土地改良区に組織変更し、事務が碧南市に委託された。

### 解散
1969年（昭和44年）に開始された米の生産調整、碧南市の都市化などの影響で、1975年（昭和50年）には平和用水が役目を終え、平和用水土地改良区が解散した。1976年（昭和51年）には平和用水記念碑（戦時紀念耕地整理平和用水碑）が末広東公園に移設され、その際に碧南市長の角谷健が揮毫した平和用水碑が建てられた。
2018年（平成30年）8月から11月、碧南市藤井達吉現代美術館で常設展「平和用水Part2〜新収蔵資料とともに〜」が開催された。

## 特色

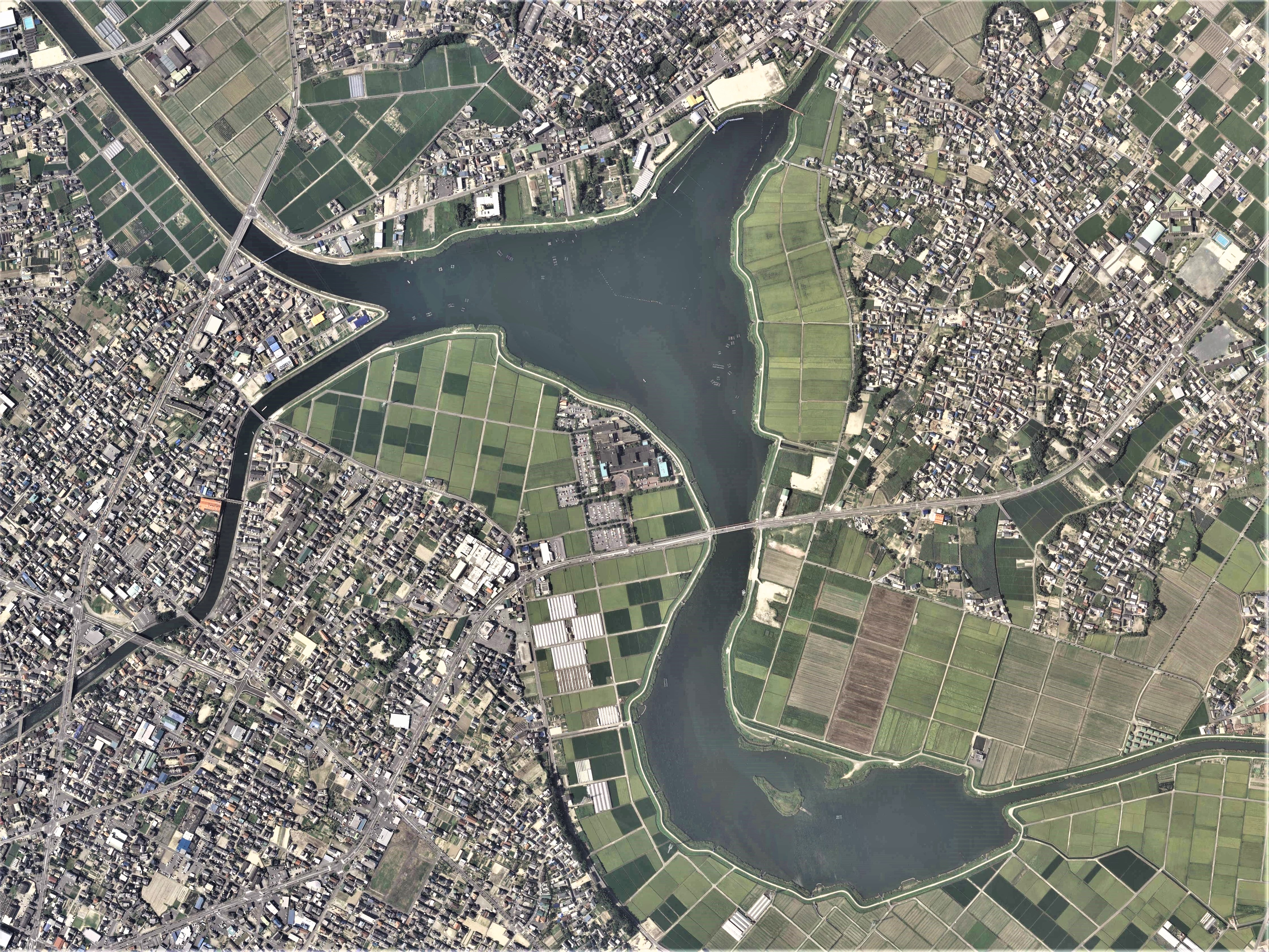
油ヶ淵

平和用水は油ヶ淵から取水され、大まかには南西に向かって流れていた。通水地域では耕地整理前に249.4ヘクタールの畑があったが、耕地整理後に4.8ヘクタールに減少した。一方で耕地整理前に85.4ヘクタールの田があったが、耕地整理後に336.1ヘクタールに増加した。数百町歩に及ぶ畑地の灌水に成功し、現在の碧南市南部地域の農業発展に大きく貢献した。
本線水路は田より高い場所に築かれた土積み堤（土手）の内側を流れた。開水路・自然流下式の構造であり、名鉄三河線を横断する部分のみトンネルだった。現在の碧南市立中央中学校や碧南市立中央小学校の西を南下し、現在の碧南中央駅の南側でいったん線路の西側に渡った後に再び線路の東側に戻り、現在の碧南市立南中学校の北東を南下していた。

## 史跡
平和用水の水路の遺構は現存しておらず、平坦化されて道路などに用いられている。碧南市末広町3-35の末広東公園にある平和用水記念碑（戦時紀念耕地整理平和用水碑）のみが平和用水の存在を後世に伝えている。